# Cyanure d'hydrogène protoné
Le cyanure d'hydrogène protoné est un cation moléculaire de formule chimique HCNH+ observé dans le milieu interstellaire. Il donne de l'isocyanure d'hydrogène HNC par recombinaison dissociative.